# Bob Birdsong
Bob Birdsong (* 1948 in Tennessee) ist ein US-amerikanischer Bodybuilder. Er gewann in den 1970er Jahren eine Reihe von wichtigen Titeln.

## Leben
Bob Birdsong wurde in Tennessee geboren und wuchs in Kentucky auf. Wegen seines Namens und seiner schlaksigen Figur wurde er in der Schule gemobbt. Als Ausweg erkannte er das Bodybuilding, das er mit 14 Jahren begann. Nach der Schule studierte er „Fine Arts“ am Art Center College of Design in Hollywood.
Nach mehreren Jahren intensiven Bodybuildings begann er schließlich an Wettbewerben teilzunehmen. Nach den ersten Achtungserfolgen gewann er 1973 Mr. Los Angeles der Amateur Athletic Union (AAU) und wurde 1973 erstmals Mr. America (Medium) der International Federation of Bodybuilding & Fitness (IFBB), einen Erfolg, dem er 1974 wiederholen konnte und zusätzlich noch die Overall-Kategorie dominierte. 1975 wurde er dann Mr. Universum, sein größter Erfolg. Er trat noch bis 1989 bei diversen Wettbewerben an.
Birdsong spielte in den 1970er Jahren gemeinsam mit Ken Sprague, dem damaligen Besitzer des Gold’s Gym, eine Hauptrolle in den Schwulen-Pornofilmen Loadstar und California Supermen (beide 1972). Außerdem modelte er für das Porno-Studio Colt Studio Group.
1975 fand Birdsong zum Glauben und wurde „wiedergeborener Christ“. Er zog nach Albuquerque und verzichtet seitdem auf Stereoide sowie Drogen. Zudem tritt er seitdem als Evangelist auf.

## Titel
- 1973: AAU Mr. Los Angeles
- 1973: IFBB Mr. America (Medium)
- 1973: AAU Mr. Pacific Coast
- 1974: IFBB Mr. America (Medium und Overall)
- 1975: IFBB Pro Mr. Universum[6]
- 1975: IFBB Pro World Championships
- 1979: IFFB Mr. Olympia (5.)
- 1980: IFFB Mr. Univers (3.)
- 1980: IFBB Pro World Championships (3.)
- 1983: IFBB Pro World Championships (7.)
- 1984: IFBB Pro World Championships (4.)
- 1986: IFBB Pro World Championships (11.)